# Hjalte Nørregaard
Hjalte Bo Nørregaard (Copenaghen, 8 aprile 1981) è un allenatore di calcio ed ex calciatore danese, di ruolo centrocampista.

## Palmarès

### Club

#### Competizioni nazionali
- Campionato danese: 5

Copenaghen: 2002-2003, 2003-2004, 2006-2007, 2008-2009, 2009-2010
- Coppa di Danimarca: 2

Copenaghen: 2004, 2009

#### Competizioni internazionali
- Royal League: 2

Copenhagen: 2004-2005, 2005-2006

### Individuale
- Calciatore danese dell'anno: 2

2005, 2009